# Malondialdéhyde
Le malondialdéhyde (MDA), ou aldéhyde malonique, est un composé chimique de formule CH2(CHO)2. La structure de cette espèce chimique est cependant plus complexe que ce que sa formule pourrait laisser penser, car elle est en fait constituée de deux mésomères en résonance entre lesquels la forme énolique HOHC=CH–CHO prédomine sur la forme dialdéhyde OCH–CH2–CHO. La forme cis est favorisée dans les solvants organiques tandis que c'est la forme trans qui est favorisée en solution aqueuse.
Le malondialdéhyde est présent naturellement dans les tissus, où il est une manifestation du stress oxydant. Il est issu notamment de l'action des dérivés réactifs de l'oxygène sur les acides gras polyinsaturés. Il réagit avec la désoxyadénosine et la désoxyguanosine pour former des adduits à l'ADN, notamment le M1G, qui est mutagène.
Du malondialdéhyde est présent dans certaines huiles végétales alimentaires telles que l'huile de tournesol et l'huile de palme.